# Labrador (Pangasinan)
Labrador é um município de  quarta classe de renda municipal (d) na província Pangasinan, nas Filipinas. De acordo com o censo de 1 de maio  de  2020 possui uma população de 26 811 pessoas e 6 484 domicílios.